# Rico Hill
Ricardo Le Shaun Hill, detto Rico (Oceanside, 14 febbraio 1977), è un ex cestista statunitense.

## Carriera
È stato selezionato dai Los Angeles Clippers al secondo giro del Draft NBA 1999 (31ª scelta assoluta).

## Palmarès

### Individuale
- LNB Pro A MVP straniero: 1

Le Mans: 2002-03